# Lodine
Lodine (sardisk: Lodìne) er en by og en kommune (comune) i provinsen Nuoro i regionen Sardinien i Italien. Byen ligger i 884 meters højde og har 339 indbyggere (2016). Kommunen har et areal på 7,70 km² og grænser til kommunerne Bitti, Lula, Onanì, Padru, Siniscola og Torpè.